# Methylparabeen
Methylparabeen is een parabeen met als brutoformule C8H8O3. De stof komt voor als witte kristallen, die slecht oplosbaar zijn in water.

## Voorkomen
In de natuur wordt methylparabeen door verscheidene organismen aangemaakt. Een bekend voorbeeld is de geelgerande waterkever die methylparabeen gebruikt om zich tegen schimmels te beschermen. Een ander voorbeeld is de blauwe bes. Para-hydroxybenzoëzuur, de uitgangsstof voor alle parabenen komt voor in diverse bessen, zoals de zwarte bes.

## Synthese
Methylparabeen kan in het laboratorium eenvoudig worden bereid door de verestering van 4-hydroxybenzoëzuur met methanol, onder toevoeging van een zure katalysator (typisch zwavelzuur).

## Toepassingen
Methylparabeen wordt breed ingezet als conserveermiddel. Een belangrijk voordeel ten opzichte van veel andere conserveermiddelen is dat het ook effectief is bij een niet al te zure tot basische pH.
In cosmetica wordt het gebruikt voor de conservering van shampoo, crème en andere veel water bevattende cosmetica. De INCI-naam is Methyl Paraben.
In levensmiddelen wordt het met name gebruikt als conserveermiddel voor sauzen en visproducten. Het E-nummer is E218.
Daarnaast wordt methylparabeen veel gebruikt voor de conservering van uiteenlopende water bevattende vloeibare producten als schoonmaakmiddelen, verf, inkt en lijm op waterbasis.